# اولبرامیتسه (ناحیه اوستراوا-تسیتی)
اولبرامیتسه (به چکی: Olbramice) یک منطقهٔ مسکونی در جمهوری چک است که در ناحیه اوستراوا-تسیتی واقع شده‌است. اولبرامیتسه ۵٫۳۹ کیلومتر مربع مساحت و ۶۶۲ نفر جمعیت دارد و ۳۰۸ متر بالاتر از سطح دریا واقع شده‌است.